# 2018年平昌オリンピック
2018年平昌オリンピック（2018ねんピョンチャンオリンピック、仏: XXIIIes Jeux olympiques d'hiver、英: XXIII Olympic Winter Games、朝: 제23회 동계 올림픽）は、2018年2月9日から2月25日までの17日間、大韓民国の江原道平昌郡を中心とする地域を会場として開催されたオリンピック冬季競技大会。平昌五輪、平昌2018（PyeongChang 2018、평창 2018）などと呼称される。
テーマは"Passion. Connected."（朝: 하나된 열정、ひとつになった情熱）。
2011年7月に南アフリカのダーバンで開かれた第123次IOC総会で、2018年冬季オリンピックの開催地が平昌に決定した。主催都市（Host City）は平昌郡で、オリンピックの名称には「平昌」の地名が冠されているが、競技会場は江陵市と旌善郡にも配置されている。規模の大きな都市がメイン会場であった過去数大会の冬季オリンピックとは異なる特徴を持つ大会でもあった。
都市ではない村での開催は、1994年リレハンメル大会以来24年ぶりとなり、韓国で冬季オリンピックの開催は初めてとなった。また、夏季大会も含めると1988年ソウル大会以来30年ぶり2回目となった。またアジアで開催される冬季オリンピックとしては、1998年長野大会以来20年ぶりで3回目となった。

## 大会開催までの経緯
| 都市       | 国       | 1回目 |
| ---------- | -------- | ----- |
| 平昌       | 韓国     | 63    |
| ミュンヘン | ドイツ   | 25    |
| アヌシー   | フランス | 7     |

- 2011年7月6日 - 南アフリカのダーバンで開かれた第123次IOC総会で、平昌が1回目の投票で過半数の票を獲得して開催地に選ばれる[2]。
- 2011年10月19日 - 2018年平昌オリンピック・パラリンピック競技大会組織委員会（英語版） (POCOG) が設立される[3]。
- 2014年7月17日 - 新設する大型競技施設としては初めてとなる、江陵の競技場の起工式が行われる。
- 2014年7月21日 - キム・ジンソン大会組織委員長が「新たなリーダーシップの下で委員会のシステムを強化すべき」として、任期を残して組織委員長の辞任を表明した[4]。
- 2016年5月3日 - 趙亮鎬平昌オリンピック・パラリンピック競技大会組織委員長が会長を務める韓進グループの経営悪化に伴う業務専念を理由に辞任[5]、後任には李熙範（朝鮮語版）が就任した。
- 2016年8月30日 - 開会式の演出を担当するはずだった鄭求昊が、オリンピック組織委員会が契約締結を先延ばしすることを不服として開会式演出の辞退を表明した[6]。

## 大会マスコットとエンブレム
大会マスコットは白虎のスホラン。
エンブレムは2013年5月に発表された。ハングルの平昌（평창）のそれぞれの初声文字、「ㅍ(p)」および「ㅊ(ch)」をモチーフとしており、当時の大会組織委員長によると、「ㅍ」は東洋の「天・地・人」思想に着眼し、天と地の間で人々が一つになる広場という意味を込めた。「ㅊ」は雪片の形で、星の姿とも似ている。

## 予算・運営費
平昌大会の予算は約90億ドル（約1兆円）である。ソチ大会（2014年）の510億ドルと比べ、既にインフラが整っており大幅に費用が圧縮されていると説明されるがバンクーバー大会（2010年）の18億8,000万ドルと比べると4倍強となっている。

## 参加国・地域
- 史上最多の92の国・地域から2925選手がエントリーを行った[9]。
- エクアドル、エリトリア、コソボ、マレーシア、ナイジェリア、シンガポールの6か国は、冬季オリンピック初参加となった。
- 国家ぐるみの組織的なドーピング疑惑が取り沙汰されているロシア連邦の今大会における地位は、長く不透明[10]であったが、2017年12月5日、国際オリンピック委員会 (IOC) はロシアオリンピック委員会を直ちに資格停止とする決定を下したと発表した。
  - ロシアの選手はロシア選手団として出場できないが、オリンピック出場資格を有し、かつIOCのアンチドーピング規程に従うことを立証できる個人選手は「ロシアからのオリンピック選手 "Olympic Athletes from Russia" (OAR)」として、いかなる式典においても、中立的なオリンピック旗とオリンピック賛歌の下、出場することが許される[11]。

| 参加する国および地域の選手団 | 参加する国および地域の選手団 |
| --- | --- |
| - アルバニア - アンドラ - アルゼンチン - アルメニア - オーストラリア - オーストリア - アゼルバイジャン - ベラルーシ - ベルギー - バミューダ - ボリビア - ボスニア・ヘルツェゴビナ - ブラジル - ブルガリア - カナダ - チリ - 中国 - コロンビア - クロアチア - キプロス - チェコ - デンマーク - エクアドル - エリトリア - エストニア - フィンランド - フランス - ジョージア - ドイツ - ガーナ - イギリス - ギリシャ - 香港 - ハンガリー - アイスランド - インド - イラン - アイルランド - イスラエル - イタリア - ジャマイカ - 日本 - カザフスタン - ケニア - コソボ - キルギス - ラトビア - レバノン - リヒテンシュタイン - リトアニア - ルクセンブルク - マケドニア共和国 - マダガスカル - マレーシア - マルタ - メキシコ - モルドバ - モナコ - モンゴル - モンテネグロ - モロッコ - オランダ - ニュージーランド - ナイジェリア - 北朝鮮 - ノルウェー - ロシアからのオリンピック選手 - パキスタン - フィリピン - ポーランド - ポルトガル - プエルトリコ - ルーマニア - サンマリノ - セルビア - シンガポール - スロバキア - スロベニア - 南アフリカ - 韓国 （開催国） - スペイン - スウェーデン - スイス - チャイニーズタイペイ - タイ - 東ティモール - トンガ - トーゴ - トルコ - ウクライナ - アメリカ合衆国 - ウズベキスタン - 南北合同チーム | |
| 2014年ソチ大会に参加したが、2018年平昌大会に参加しなかった国々（NOCベース） | 2018年平昌大会に参加したが、2014年ソチ大会に参加しなかった国々（NOCベース）                                                                                                 |
| - イギリス領ヴァージン諸島 - ケイマン諸島 - ドミニカ国 - ネパール - パラグアイ - ペルー - タジキスタン - ベネズエラ - アメリカ領ヴァージン諸島 - ジンバブエ | - ボリビア - コロンビア - エクアドル - エリトリア - ガーナ - ケニア - コソボ - マダガスカル - マレーシア - ナイジェリア - 北朝鮮 - プエルトリコ - シンガポール - 南アフリカ |

### 参加国・地域人数
| IOCコード | 参加国・地域             | 人数 |
| --------- | ------------------------ | ---- |
| USA       | アメリカ合衆国           | 241  |
| CAN       | カナダ                   | 226  |
| SUI       | スイス                   | 170  |
| OAR       | ロシアからのオリンピック | 168  |
| GER       | ドイツ                   | 156  |
| JPN       | 日本                     | 124  |
| ITA       | イタリア                 | 122  |
| KOR       | 韓国[a]                  | 121  |
| SWE       | スウェーデン             | 119  |
| NOR       | ノルウェー               | 109  |
| FRA       | フランス                 | 107  |
| FIN       | フィンランド             | 106  |
| AUT       | オーストリア             | 105  |
| CZE       | チェコ                   | 95   |
| CHN       | 中国                     | 81   |
| SLO       | スロベニア               | 71   |
| POL       | ポーランド               | 62   |
| GBR       | イギリス                 | 59   |
| SVK       | スロバキア               | 56   |
| AUS       | オーストラリア           | 51   |
| KAZ       | カザフスタン             | 46   |
| COR       | 南北合同チーム           | 35   |
| LAT       | ラトビア                 | 34   |
| NED       | オランダ                 | 33   |
| BLR       | ベラルーシ               | 33   |
| UKR       | ウクライナ               | 33   |
| ROU       | ルーマニア               | 27   |
| EST       | エストニア               | 22   |
| BEL       | ベルギー                 | 21   |
| BUL       | ブルガリア               | 21   |
| NZL       | ニュージーランド         | 21   |
| CRO       | クロアチア               | 19   |
| DEN       | デンマーク               | 17   |
| HUN       | ハンガリー               | 19   |
| ESP       | スペイン                 | 12   |
| ISR       | イスラエル               | 10   |
| PRK       | 北朝鮮[a]                | 10   |
| BRA       | ブラジル                 | 9    |
| LTU       | リトアニア               | 9    |
| TUR       | トルコ                   | 8    |
| CHI       | チリ                     | 7    |
| ARG       | アルゼンチン             | 6    |
| AND       | アンドラ                 | 5    |
| ISL       | アイスランド             | 5    |
| IRL       | アイルランド             | 5    |
| BIH       | ボスニア・ヘルツェゴビナ | 4    |
| COL       | コロンビア               | 4    |
| GEO       | ジョージア               | 4    |
| GRE       | ギリシャ                 | 4    |
| IRI       | イラン                   | 4    |
| MEX       | メキシコ                 | 4    |
| SRB       | セルビア                 | 4    |
| TPE       | チャイニーズタイペイ     | 4    |
| THA       | タイ                     | 4    |
| ARM       | アルメニア               | 3    |
| JAM       | ジャマイカ               | 3    |
| LBN       | レバノン                 | 3    |
| LIE       | リヒテンシュタイン       | 3    |
| MKD       | 北マケドニア             | 3    |
| MON       | モナコ                   | 3    |
| MNE       | モンテネグロ             | 3    |
| NGR       | ナイジェリア             | 3    |
| ALB       | アルバニア               | 2    |
| BOL       | ボリビア                 | 2    |
| IND       | インド                   | 2    |
| KGZ       | キルギス                 | 2    |
| MAS       | マレーシア               | 2    |
| MDA       | モルドバ                 | 2    |
| MGL       | モンゴル                 | 2    |
| MAR       | モロッコ                 | 2    |
| PAK       | パキスタン               | 2    |
| PHI       | フィリピン               | 2    |
| POR       | ポルトガル               | 2    |
| TOG       | トーゴ                   | 2    |
| UZB       | ウズベキスタン           | 2    |
| AZE       | アゼルバイジャン         | 1    |
| BER       | バミューダ               | 1    |
| CYP       | キプロス                 | 1    |
| ECU       | エクアドル               | 1    |
| ERI       | エリトリア               | 1    |
| GHA       | ガーナ                   | 1    |
| HKG       | 香港                     | 1    |
| KEN       | ケニア                   | 1    |
| KOS       | コソボ                   | 1    |
| LUX       | ルクセンブルク           | 1    |
| MAD       | マダガスカル             | 1    |
| MLT       | マルタ                   | 1    |
| PUR       | プエルトリコ             | 1    |
| SMR       | サンマリノ               | 1    |
| SGP       | シンガポール             | 1    |
| RSA       | 南アフリカ               | 1    |
| TLS       | 東ティモール             | 1    |
| TGA       | トンガ                   | 1    |

## 実施競技と日程
2018年冬季オリンピックでは、以下の15の競技から102種目が実施される。このうち、スノーボードのビッグエア、カーリングの混合ダブルス、スピードスケートのマススタート、アルペンスキーの混合団体が今大会の新種目として採用された。また、競技日時はアメリカのNBCがフィギュアスケートでの生中継を希望しており、午前中の開催となった。以下、括弧内の数字は各競技でメダルが授与される種目の数を示す。
- アルペンスキー（11）（詳細）
- バイアスロン（11）（詳細）
- ボブスレー（3）（詳細）
- クロスカントリースキー（12）（詳細）
- カーリング（3）（詳細）
- フィギュアスケート（5）（詳細）
- フリースタイルスキー（10）（詳細）
- アイスホッケー（2）（詳細）
- リュージュ（4）（詳細）
- ノルディック複合（3）（詳細）
- ショートトラックスピードスケート（8）（詳細）
- スケルトン（2）（詳細）
- スキージャンプ（4）（詳細）
- スノーボード（10）（詳細）
- スピードスケート（14）（詳細）

| 開 | 開会式 | ● | 予選 | 1 | 決勝 | EG | エキシビション | 閉 | 閉会式 |

| 2月                 | 2月                              | 2月                              | 8 木 | 9 金 | 10 土 | 11 日 | 12 月 | 13 火 | 14 水 | 15 木 | 16 金 | 17 土 | 18 日 | 19 月 | 20 火 | 21 水 | 22 木 | 23 金 | 24 土 | 25 日 | 計  |
| ------------------- | -------------------------------- | -------------------------------- | ---- | ---- | ----- | ----- | ----- | ----- | ----- | ----- | ----- | ----- | ----- | ----- | ----- | ----- | ----- | ----- | ----- | ----- | --- |
| 式典                | 式典                             | 式典                             |      | 開   |       |       |       |       |       |       |       |       |       |       |       |       |       |       |       | 閉    | N/A |
| スキー              | アルペンスキー                   | アルペンスキー                   |      |      |       |       |       | 1     |       | 2     | 2     | 1     | 1     |       |       | 1     | 2     |       | 1     |       | 11  |
| スキー              | クロスカントリースキー           | クロスカントリースキー           |      |      | 1     | 1     |       | 2     |       | 1     | 1     | 1     | 1     |       |       | 2     |       |       | 1     | 1     | 12  |
| スキー              | スキージャンプ                   | スキージャンプ                   | ●    |      | 1     |       | 1     |       |       |       | ●     | 1     |       | 1     |       |       |       |       |       |       | 4   |
| スキー              | ノルディック複合                 | ノルディック複合                 |      |      |       |       |       |       | 1     |       |       |       |       |       | 1     |       | 1     |       |       |       | 3   |
| スキー              | フリースタイルスキー             | フリースタイルスキー             |      | ●    |       | 1     | 1     |       |       | ●     | 1     | 1     | 2     | ●     | 1     | 1     | 1     | 1     |       |       | 10  |
| スキー              | スノーボード                     | スノーボード                     |      |      | ●     | 1     | 1     | 1     | 1     | 1     | 1     |       |       | ●     |       | ●     | 1     |       | 3     |       | 10  |
| スケート            | スピードスケート                 | スピードスケート                 |      |      | 1     | 1     | 1     | 1     | 1     | 1     | 1     |       | 1     | 1     |       | 2     |       | 1     | 2     |       | 14  |
| スケート            | フィギュアスケート               | フィギュアスケート               |      | ●    |       | ●     | 1     |       | ●     | 1     | ●     | 1     |       | ●     | 1     | ●     |       | 1     |       | EG    | 5   |
| スケート            | ショートトラックスピードスケート | ショートトラックスピードスケート |      |      | 1     |       |       | 1     |       |       |       | 2     |       |       | 1     |       | 3     |       |       |       | 8   |
| アイスホッケー      | アイスホッケー                   | アイスホッケー                   |      |      | ●     | ●     | ●     | ●     | ●     | ●     | ●     | ●     | ●     | ●     | ●     | ●     | 1     | ●     | ●     | 1     | 2   |
| ボブスレー          | ボブスレー                       | ボブスレー                       |      |      |       |       |       |       |       |       |       |       | ●     | 1     | ●     | 1     |       |       | ●     | 1     | 3   |
| ボブスレー          | スケルトン                       | スケルトン                       |      |      |       |       |       |       |       | ●     | 1     | 1     |       |       |       |       |       |       |       |       | 2   |
| バイアスロン        | バイアスロン                     | バイアスロン                     |      |      | 1     | 1     | 2     |       |       | 2     |       | 1     | 1     |       | 1     |       | 1     | 1     |       |       | 11  |
| カーリング          | カーリング                       | カーリング                       | ●    | ●    | ●     | ●     | ●     | 1     | ●     | ●     | ●     | ●     | ●     | ●     | ●     | ●     | ●     | ●     | 1     | 1     | 3   |
| リュージュ          | リュージュ                       | リュージュ                       |      |      | ●     | 1     | ●     | 1     | 1     | 1     |       |       |       |       |       |       |       |       |       |       | 4   |
| 日別メダル確定数 計 | 日別メダル確定数 計              | 日別メダル確定数 計              |      |      | 5     | 6     | 7     | 8     | 4     | 9     | 7     | 9     | 6     | 3     | 5     | 7     | 10    | 4     | 8     | 4     | 102 |
| 累積メダル確定数 計 | 累積メダル確定数 計              | 累積メダル確定数 計              |      |      | 5     | 11    | 18    | 26    | 30    | 39    | 46    | 55    | 61    | 64    | 69    | 76    | 86    | 90    | 98    | 102   | 102 |
| 2月                 | 2月                              | 2月                              | 8 木 | 9 金 | 10 土 | 11 日 | 12 月 | 13 火 | 14 水 | 15 木 | 16 金 | 17 土 | 18 日 | 19 月 | 20 火 | 21 水 | 22 木 | 23 金 | 24 土 | 25 日 | 計  |

注：日付は全てKST (UTC+9)

## ハイライト

### 2月9日・第1日目・開会式
- 厳しい寒さの中、トンガの旗手を務めたノルディックスキー距離男子のピタ・タウファトファが裸の上半身にココナッツ油を塗り、腰蓑調の民族衣装で登場して注目された。また、バミューダの選手団も赤い膝丈のバミューダパンツで行進し観衆を沸かせた[19]。

### 2月10日・第2日目
- クロスカントリースキー女子15kmスキーアスロンでスウェーデンのハロッテ・カッラが金メダルを獲得し、大会を通じ金メダル第1号となった[20]。

### 2月11日・第3日目
- クロスカントリースキー男子30kmスキーアスロンで、ノルウェーのシーメン・ヘグスタット・クルーゲルがスタート直後に転倒するアクシデントに見舞われるも、最後尾から67人（つまり自分以外の全参加者）抜きという快走を見せ金メダルを獲得した[21]。

### 2月12日・第4日目
- フリースタイルスキー男子モーグルの原大智が銅メダルを獲得し、本大会の日本選手メダリスト第1号かつこの種目における日本選手初のメダリストとなった[22]。
- 五輪では2度目の開催となったスキージャンプ女子ノーマルヒルで高梨沙羅が銅メダルを獲得しこの種目における日本選手初のメダリストとなった[23]。

### 2月14日・第6日目
- ショートトラックスピードスケート日本代表の齋藤慧が大会前に実施した抜き打ちのドーピング検査で陽性反応が出たため資格停止処分を課され、平昌オリンピック出場停止となった[24]。
- スノーボード男子ハーフパイプ決勝が行われ、アメリカのショーン・ホワイトが日本の平野歩夢との激闘を制し金メダルを獲得した。一方の平野も2本目で縦2回転+横4回転の「ダブルコーク1440」をオリンピックで初めて成功させ95.25点をマークするも、最終滑走者のホワイトは3本目で同じトリックを成功させ、97.75点を獲得し土壇場で平野の得点を上回った[25]。
- スピードスケート女子1000mで小平奈緒が銀メダル、髙木美帆が銅メダルを獲得した。なお、日本の女子選手が五輪でダブル表彰台を飾るのはこれが初めてである[26]。

### 2月16日・第8日目
- スケルトン男子が行われ、韓国の尹誠彬が欧米の選手以外では初の金メダルを獲得した[27]。
- 前述の通り、開会式で注目されたトンガのタウファトファがクロスカントリースキー男子15kmフリーに出場し、114位で完走した[28]。

### 2月17日・第9日目
- フィギュアスケート男子シングルで日本の羽生結弦が日本勢初の金メダルを獲得、冬季オリンピックの個人種目で日本人が連覇を果たしたのは史上初であり、この種目における連覇も1952年オスロオリンピックのアメリカのディック・バトン以来66年ぶりの快挙であった。また銀メダルを獲得した同じ日本の宇野昌磨と共にフィギュア界初となるダブル表彰台を飾った。[29]。さらにアメリカのチャールズ・ジュートローが1924年の第1回シャモニー・モンブラン大会スピードスケート男子500mに於いて第1号金メダルを獲得して以来、冬季五輪通算1000個目の金メダルとしても歴史に刻まれることとなった[30][31]。
- アルペンスキーとスノーボードの二刀流でエントリーしていたチェコのエステル・レデツカが、アルペンスキー女子スーパー大回転で金メダルを獲得した[32]。

### 2月18日・第10日目
- フリースタイルスキー男子スロープスタイルにおいて、同種目のソチ大会銀メダリストでありまたゲイであることをカミングアウトしているアメリカのガス・ケンワージーがスタート前に恋人の俳優マシュー・ウィルカスとキスを交わすシーンがNBCを通じて偶然放送された。「歴史的な『オリンピックキス』に心を揺さぶられてる」「こういう何気ない愛情表現の瞬間が、世界中のLGBTQに希望を与えてくれる」などと話題になった[33]。
- スピードスケート女子500mにて、小平奈緒が36秒94の五輪新記録で日本女子スピード陣では史上初の金メダルを獲得した[34]。また、レース後に五輪3連覇を逃し銀メダルとなった韓国の李相花のもとに小平が近寄り、互いに健闘を称えあう姿が日韓両国で話題になり、「感動の嵐」「真のスポーツマンシップ」「涙がとまらない。」など、2人のスポーツマンシップを讃える声が多くあがった[35][36][37]。

### 2月19日・第11日目
- ボブスレー男子2人乗りにおいてカナダとドイツの合計タイムが同一となったため同着優勝となった。オリンピックボブスレー競技での同着ゴールは1998年長野オリンピック以来20年ぶりとなった[38]。
- フリースタイルスキー女子スキーハーフパイプの予選で、ハンガリーのエリザベス・スウェイニーが特にこれといった技を披露することなく、基本的な滑走のみを行ったため議論を呼んだ。結果は予選最下位で敗退となった[39]。
- スピードスケート女子団体パシュート準々決勝で韓国が遅れた1人を引き離す形でゴールし敗退した。さらに会見で引き離したキム・ボルムが遅れた盧善英に責任がある発言をしたことで韓国内で世論が紛糾し、代表資格剥奪をする署名活動が行われる事態となった[40]。

### 2月20日・第12日目
- フィギュアスケートアイスダンスのフリーダンスが行われ、フランスのガブリエラ・パパダキス／ギヨーム・シゼロン組が自らの世界最高得点を更新する演技を見せるも、カナダのテッサ・バーチュー／スコット・モイヤー組がそれをさらに上回る高得点をたたき出すというハイレベルな戦いを制し、金メダルを獲得した。また、この種目ではアメリカ代表で日系人兄妹であるマイア・シブタニ／アレックス・シブタニ組が銅メダルを獲得、アジア系の選手として初めてこの種目の表彰台に立った[41][42]。
- ノルディック複合ラージヒルで、1位はヨハネス・ルゼック、2位がファビアン・リースレ、3位がエリック・フレンツェルとドイツ代表選手が表彰台を独占し、一国で複合個人種目での3位までの独占は1936年ガルミッシュ・パルテンキルヘンオリンピックでのノルウェー以来82年ぶりの記録となった[43]。
- ショートトラックスピードスケート女子3000mリレーの5〜8位決定戦において5位となったオランダが銅メダルを獲得。1位〜4位決定戦において中国とカナダが失格となり、順位が繰り上がったため[44]。なお、オランダチームのヨリン・テルモルスはロングトラックのスピードスケート女子1000mで金メダルを獲得しており、冬季大会において同一大会で2つの競技のメダルを獲得した初の女子選手となった[45]。

### 2月21日・第13日目
- スピードスケート女子団体パシュートで、日本が2分53秒89の五輪新記録で金メダルを獲得した[46]。これにより、今大会における日本のメダル獲得数は11個目となり、1998年長野オリンピックの10個を抜いて日本の冬季五輪最多メダル数となった[注釈 1][47]。
- アイスホッケー男子スロベニア代表のジガ・イエグリッチがドーピング検査で陽性反応が出たため、資格停止処分となった。また、OARで出場しカーリング混合ダブルスで銅メダルを獲得したものの、ドーピング検査で陽性反応が出ていた男子選手アレクサンドル・クルシェルニツキーが予備の検体からも陽性反応が検出された[48]。
- フィギュアスケート女子シングルのショートプログラムが行われ、アリーナ・ザギトワ（OAR）、エフゲニア・メドベージェワ（OAR）、ケイトリン・オズモンド（カナダ）、宮原知子、坂本花織の上位5名を含む17名が自身の今季最高得点を更新した。特にメドベージェワは自身本大会の団体戦でマークした世界最高得点を上回る演技を披露するも、宮原・オズモンドを挟んで3人後に登場したザギトワがさらにそれを抜く会心の演技を見せて首位に立つという非常にハイレベルな展開になった[49]。
- カーリング女子に日本代表として出場したロコ・ソラーレが、男女通じて日本勢初となる予選突破を決めた[50]。

### 2月22日・第14日目
- アイスホッケー女子決勝が行われ、アメリカがカナダをゲームウイニングショットの末に3-2で下し女子アイスホッケー初開催となる長野オリンピック以来の金メダルを獲得。また、カナダはこの敗退により2002年のソルトレイクシティオリンピックから続いたオリンピックでの連勝記録が24連勝で途絶えることになった。

### 2月23日・第15日目
- フィギュアスケート女子シングルのフリースケーティングが行われ、ザギトワ（OAR）が演技後半にジャンプ7本をすべて固めるという構成をこなし、世界選手権2連覇中のメドベージェワ（OAR）らを抑え金メダルを獲得した[51]。

### 2月24日・第16日目
- OARとして出場したボブスレーのナジェジダ・セルゲエワがドーピング検査で陽性反応を示したとロシア・ボブスレー連盟が発表した。今大会で2人目の薬物陽性発覚となった[52]。
- スノーボード女子パラレル大回転で、チェコのレデツカが金メダルを獲得した。なお、レデツカは前述の通りアルペンスキー（第9日目）でも金メダルを獲得しており、五輪史上初めて両種目を制覇した選手となった[53]。
- スノーボード男子パラレル大回転（上記の女子と同時に行われた）で、韓国の李相昊が銀メダルを獲得した。韓国が雪上競技でメダルを獲得するのはこれが初めてである[54]。
- スピードスケート女子マススタートで、髙木菜那が今大会自身2個目の金メダルを獲得し初代女王に輝いた[55]。冬季大会において日本選手が同一大会で金メダルを複数獲得したのは1998年長野オリンピックの船木和喜以来2例目で、女子では初である[56]。
- カーリング女子の3位決定戦が行われ、ロコ・ソラーレ（日本代表）がイギリスを5-3で下し銅メダルを獲得した。オリンピックにおけるカーリングの競技で日本代表チームがメダルを獲得するのは男女通じて史上初である[57]。

### 2月25日・第17日目・閉会式
- カーリング女子の決勝が行われ、スウェーデンが韓国に8-3で勝利し2大会ぶりの金メダルを獲得した。韓国は敗れはしたもののアジア勢として初の銀メダルを獲得した[58]。
- アイスホッケー男子の決勝が行われ、OARがドイツを延長の末4-3で破り、金メダルを獲得した。表彰式では五輪賛歌が流れる中、本大会では禁じられているはずのロシア国歌を歌い話題となった。
- ボブスレー男子4人乗りでドイツCチームと韓国チームのタイムが同じとなったため、両者に銀メダルが授与された。なお、この韓国のメダルはこの競技におけるアジア初メダルとなった[59]。
- 閉会式で再びトンガの旗手を務めたタウファトファは入場時こそダウンジャケットや手袋を着用していたものの、閉会宣言時に再び上半身裸となり話題となった[60]。
- 2004年アテネオリンピック閉会式で2008年北京オリンピックのプレゼンテーションを総監督した張芸謀が次回開催の2022年北京オリンピックの8分間の紹介演技を行い、スクリーンに映し出されたビデオで中国の指導者の習近平国家主席（中国共産党総書記）が「私と全中国の人民は、全世界の皆様を歓迎します。2022年に北京で会いましょう。」と述べて北京大会の紹介を締めくくった。

## 競技会場

主要会場の地図

競技会場は合計13会場で、山岳地区（アルペン・クラスター）の平昌郡・旌善郡と海岸地区（コースタル・クラスター）の江陵市の3ヶ所に分かれて開催された。2018年1月現在では、山岳地区を1つにまとめ、平昌マウンテンクラスターと江陵コースタルクラスターの2分類になっている。会場の場所は、「平昌」の元々の中心街である高速バスターミナル付近から30～40 km離れた珍富や江陵が主となる。
日本からの空路は仁川国際空港や金浦空港への定期便が運航されているが、選手団は襄陽国際空港へのチャーター機が手配される。
大会期間中はKTXで最寄り駅、高速バスで最寄のバスターミナルや駐車場に着いてから先は、観客シャトルバスでのみ競技場へ移動できる。

### 山岳地区・平昌
メイン会場となる平昌郡の大関嶺（テグァルリョン）面の人口は、6,141人（2016年）に過ぎない小さな村である。
- 平昌オリンピックスタジアム（最寄り：珍富駐車場、大関嶺駐車場、横渓バスターミナル、珍富駅） - 開・閉会式
- アルペンシアオリンピックパーク（大関嶺駐車場、横渓バスターミナル、珍富駅）
  - アルペンシア・スキージャンプセンター（英語版、朝鮮語版） - スキージャンプ、ノルディック複合（ジャンプ）、スノーボード（ビッグエア）
  - アルペンシア・バイアスロンセンター（英語版、朝鮮語版） - バイアスロン
  - アルペンシア・クロスカントリーセンター（英語版、朝鮮語版） - クロスカントリースキー、ノルディック複合（クロスカントリー）
  - アルペンシア・スライディングセンター - リュージュ、ボブスレー、スケルトン
- 龍平（ヨンピョン）アルペン競技場（珍富駐車場、珍富駅） - アルペンスキー（回転、大回転）

以下は蓬坪（ポンピョン）面にある。人口5,841人(2016年)
- 普光（ポグァン）フェニックスパーク（英語版、朝鮮語版）（蓬坪駐車場、長坪バスターミナル、平昌駅、珍富駅） - フリースタイルスキー、スノーボード

### 山岳地区・旌善
旌善郡の北坪（プクピョン）面にある。人口2,678人(2015年)
- 旌善（チョンソン）アルペンセンター（珍富駐車場、珍富駅） - アルペンスキー（滑降、スーパー大回転）

### 海岸地区・江陵
江陵市での開催。屋内競技はすべてこの地域で開催される。人口215,807人(2014年)。（江陵バスターミナル、江陵駅）
- 江陵オリンピックパーク（英語版、朝鮮語版）
  - 江陵カーリングセンター - カーリング
  - 江陵アイスアリーナ - ショートトラックスピードスケート、フィギュアスケート
  - 江陵ホッケーセンター（英語版、朝鮮語版） - アイスホッケー（男子）
  - 江陵オーバル - スピードスケート
- 関東ホッケーセンター - アイスホッケー（女子）

## 気候
メイン会場に近い、標高850mほどの大関嶺地区の気候についてはオリンピックが開催される2月の平均気温が-5.9℃と、札幌（-3.1℃）や白馬（-2.6℃）よりも低い。2月の平均最低気温は-10.9℃に達し、1974年1月24日には過去最低気温として-28.9℃を記録するなど、氷点下20℃前後の厳しい冷え込みになることも珍しくなく、高地である事を加味すると韓国では最寒の地とされる。このため、気温面では過去の冬季五輪開催都市の中では低い方に入り、冬季五輪開催には申し分ない条件となっている。さらに、この寒さに風が加わる場合が少なくなく体感温度はかなり低くなる。また、積雪も過去最深積雪として188.8cm（1989年2月26日）を記録するなど、一般的には十分な積雪量を誇っているが、冬型の気圧配置で降雪量が増える地域ではなく、むしろ寒冬は積雪ではなく低温をもたらすために、その場合は人工雪の使用が必須となる。人工雪の使用の場合でも平均気温零下5度前後とかなり低いためにパウダースノーに近い状態になりやすい利点がある。
一方、屋内での競技種目が実施される江陵は日本海沿岸に位置するため、比較的温暖な気候であるが、時に大雪を降らせることがあり、過去最深積雪は1990年2月1日に韓国の都市部・平野部で最多の138.1cmを記録している。

## 開・閉会式
開・閉会式の総合監督はソン・スンファン、総合演出は梁正雄、音楽監督は梁邦彦。開会式は現地時間2月9日午後8時 (UTC+9) 開始予定。

## 開催決定後の動向

### 北朝鮮

#### 北朝鮮の参加

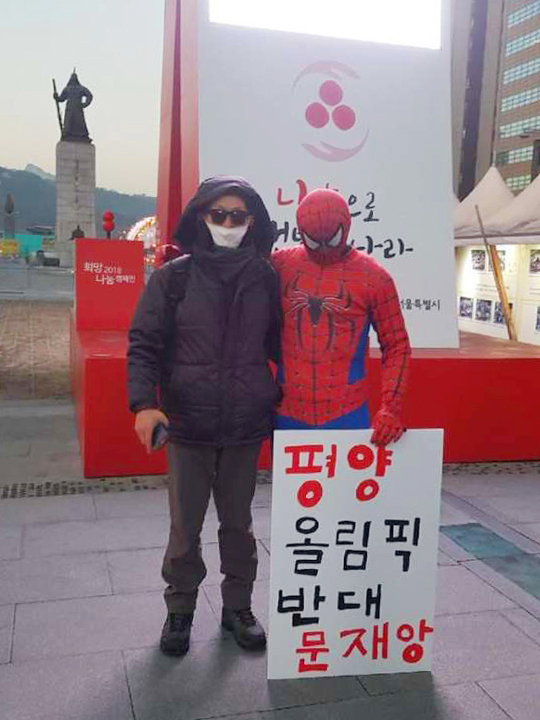
『平壌オリンピック反対、文災殃』というプラカードを持っている反文在寅デモの参加者。

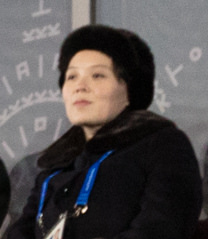
開会式に出席する金与正。

2017年9月、北朝鮮の張雄IOC委員はIOCの公式メディアとのインタビューで、「政治とオリンピックは別物である」、「選手が出場資格を得れば、平昌五輪への参加は問題ない」という認識を示した。実際に、9月にはフィギュアスケートの平昌冬季五輪予選を兼ねたドイツの大会で、北朝鮮のリョム・テオク、キム・ジュシク組が全競技を通じて、平昌五輪の出場枠を獲得した。国際社会が北朝鮮への制裁を強化する中で、文在寅大統領は北朝鮮に平昌五輪へ参加するよう求めており、9月21日の国連総会における一般討論演説でも、北朝鮮の参加に向けて努力を続ける考えを示していた。一方、北朝鮮は平昌五輪への参加を表明しなかった。
2017年10月12日、韓国の康京和外相は国会において、与党共に民主党の議員に対する答弁で「北朝鮮が核・ミサイル開発をめぐって国際的な孤立を深める中で、平昌パラリンピックへの参加意向書を国際パラリンピック委員会に提出した」と語った。その上で北朝鮮の平昌五輪参加については、「フィギュアスケートのペアが出場権を得た。それ以外も多くの選手が参加できるようにIOCも積極的に協力しており、方法を模索している」、「北朝鮮から選手や応援団など多くの人が参加することを願っています」と述べ、平昌冬季五輪への参加も呼びかけたが、北朝鮮は態度を明らかにしていない。
2018年1月1日、北朝鮮の最高指導者である金正恩氏が「新年の辞」において平昌冬季五輪に北朝鮮代表団を派遣する用意があるとの声明をだした。これを受けて1月9日にも南北閣僚級会談が行われ、北朝鮮が平昌冬季五輪に参加することが正式に発表された。
2018年1月15日、北朝鮮の対外宣伝サイト「朝鮮の今日」は五輪を自分たちの統一政策の一環だと宣伝する動画を「YouTube」で公開した。動画には、韓半島旗と北朝鮮の国旗を振るシーンが何度も登場するが、太極旗（韓国の国旗）は一度も登場しないなどの内容から、一部からは「『平壌五輪』と誤解されかねない」と陰口をたたかれた。また20年にわたる招致活動にもかかわらず前夜祭が『金剛山文化行事』という形で北朝鮮開催になったことに地元の不満が爆発した。「国際オリンピック委員会（IOC）がまるで国連の役割をしているかのような錯覚に陥る」との声も上がり、AP通信は「金正恩朝鮮労働党委員長はまるでチャンピオンであるかのように五輪をもてあそんでいる」と報じた。
北朝鮮の競技参加については、南北閣僚級・次官級実務会談においてアイスホッケーの南北合同チーム結成が合意された。IOCのトーマス・バッハ会長が南北合同チームに非常に前向きであるとされ、韓国政府の決定にも影響があったとされる。この合意について、予選で同組の日本とスイスが人数増等の公平性の観点からこれに反対した。南北合同チームに合流する北朝鮮選手は現在4－6人で、チームの組織力を殺さないため攻守5人が構成する「ライン（組）」で一括して起用するとされる。
当事者の選手サイドでは、代表のセラ・マレー監督が「北朝鮮の選手を入れろという圧力がなかったらと思う」とコメントした。代表チームのメンバーからは不満が上がり、ゴールキーパーのシン・ソジョンが「14年間オリンピックの舞台を夢見てきました。大きな期待をかけてきただけにとても当惑し、失望しています。」、「選手たちは『（南北合同チーム問題を）変えることはできないのだから、みんな気持ちを引き締めて練習に集中しよう』と話していました。動揺せずに五輪の舞台で最後まで頑張る姿をお見せしたいです」などと語った。
開催地の韓国平昌よりも北朝鮮が目立つため、『平壌オリンピック』との批判が韓国国内から出ている。文在寅大統領の支持層からも批判が出たため、支持率の低下をもたらした。オリンピックを利用する北朝鮮の政治的動きと、文在寅政権が示す北朝鮮への譲歩に韓国のメディアからは、「まるで、北朝鮮が主導する『平壌オリンピック』だ」との声が上がっている。
前夜祭の『金剛山文化行事』は中止され、北朝鮮選手は五輪期間中にメダルも獲得できなかったが、一時的にせよ緊張緩和をもたらした北朝鮮は外交上の成果で「金メダル」級をおさめたと評された。

#### 国連安保理制裁決議との関連
北朝鮮は核実験やミサイル発射事件を理由に国際連合安全保障理事会の決議で制裁を課されており、韓国もこの安保理の制裁決議に基づいて、日本などと同じく貨客船万景峰92の入国禁止などの対北朝鮮独自制裁を行っている。しかし五輪期間中は「例外」として、北朝鮮の文化交流事業団の「三池淵管弦楽団」の人員を載せた万景峰92の韓国入国を許可した。これを受けて韓国の保守派市民団体が金正恩の写真を燃やすなどして抗議した。また韓国政府は万景峰92に対する食事や油などの提供要請を受けているが、「制裁違反」との指摘を受けることを危惧してアメリカと緊密に協議するとしている。また北朝鮮の代表団に安保理制裁決議で外国渡航が禁止されている崔輝（チェ・フィ）朝鮮労働党中央委員会副委員長兼国家体育指導委員長が含まれていることから、これも五輪期間中の例外としてアメリカや国連と協議するという。

### ロシア選手団（OAR）の参加
2017年12月5日、IOCは理事会を開き組織的なドーピングを行ってきたとされるロシアに対し、ロシア選手団の参加を認めないと決めた。以前のドーピング違反や薬物検査歴のないことが確認された同国選手は、個人資格での五輪参加が認められているが、ロシア国旗と国歌ではなくオリンピック旗とオリンピック賛歌を利用すること、ロシアの国章「双頭のワシ」の代わりに五輪マークを使うこと、また、ロシアと特定されるあらゆるシンボルの使用も禁止、ユニホームなどで「ロシア」の文字は「ロシアからの五輪選手」に変更して新たにIOCの承認を受けること、「ロシア」の文字だけを大きく表記することも禁じた。

### 日本と韓国
- 2017年1月、オリンピックの政治的利用を禁止した五輪憲章違反であるとして、五輪公式ウェブサイトと報道配布資料で使用されている地図の地名表記において、竹島が韓国領「独島」と記載されていることに関して、日本の外務省から是正要請が行われた[85][86]。
- 2017年9月27日、五輪公式ウェブサイトの「ドリーム・プログラム」を紹介するページにおいて表示されている世界地図に樺太（サハリン）を含む日本列島が描かれていなかったことが発覚、日本政府は「極めて不適切」と批判し韓国大使館に早急な是正を申し入れた[87]。組織委員会は、「同年2月のホームページ改正後から近隣地域が記載されていないことに気がつかなかった」、「ホームページを改編した際に起きた単純なミスだった」と説明し、同日午後、日本列島が入った画像に急遽修正した[88][86]。この問題で、菅義偉官房長官は9月27日の記者会見で、「極めて不適切であり、政府としてはしっかり対応をやっていきたい」と述べた[86]。
- 韓国と北朝鮮のアイスホッケー女子合同チームの強化試合の際に、チームの国旗の代替となる統一旗に竹島が描かれていたことから、日本政府が韓国政府に抗議した。これを受けて韓国側はIOC管轄下の開会式などでは政治的主張を禁じたIOC憲章に従って竹島が表記されていない統一旗を使用するが、公式行事ではない民間が主催する応援や行事の際には竹島が描かれた統一旗を使用するとした[89]。
- 韓国のアイスホッケー男子チームのゴールキーパーのマット・ダルトンが使用するヘルメットに抗日の英雄の李舜臣像が描かれていたことについて、IOCから政治的主張の禁止を定めたIOC憲章に抵触するとして五輪本番での使用禁止の勧告を受けた。これを受けてダルトンはヘルメットに描かれた李舜臣像の部分にテープを張って五輪に参加することになった[90]。
- アメリカ三大ネットワークのNBCが開会式の日本選手団入場シーンでの紹介で、「日本は1910年から1945年まで韓国を占領した国だが、韓国人は韓国の変革にとって日本が文化、技術、経済の点で重要な手本になったと話すだろう[91]」と発言したことにより、内外の韓国人から日本の朝鮮半島統治を擁護しているとの非難が殺到し、NBCは翌日の朝の放送で謝罪に追い込まれた[92]。
- オリンピックのワールドワイドパートナーであるトヨタ自動車は、期間中国内で積極的な広報活動を行なわなかった。国内最大手の現代自動車グループが平昌オリンピック公式パートナー契約を締結しているうえ、一部には、当時の日韓関係と対日感情が影響したとも言われている[93]。同様に、パナソニックもサムスン電子と間で戦略的関係を結び、大会では同社製のテレビが供給された[94]。

### 大会期間中のトラブル・問題点
今大会では大会序盤から複数の競技で中止や延期、及び、悪天候の中での競技の開催が相次いだ。大会2日目のスキージャンプ男子の個人ノーマルヒル決勝では、氷点下10℃を下回る極寒の中、秒速5メートル以上の強烈な風が吹き、体感気温では氷点下20℃近くの過酷な環境下での競技の開催になった（2018年2月12日付のスポーツ報知の記事曰く、記者が「寒さで書いた文字がミミズのように震えるほどの寒さであった」という。
。競技の開催時間も、開始時間が21時35分、これに加えて強風による度重なる中断により、終了時間は日付をまたいだ0時19分になっており（当初の終了予定時間よりも1時間程度遅かった。）、表彰式のときには観客がほとんどいなくなっていたという。このことについて、冬季オリンピックにジャンプ競技で8回目の出場になる葛西紀明が「（寒さは）もう信じられないぐらい。風の音がすっごいんですよ。気持ちが怯むぐらい。ブワーって。Ｗ杯でもほぼない条件。『こんなの中止でしょう』ってちょっと心の隅で文句いいながら寒さに耐えてましたよ。」と述べている。
大会第4日に開催されたスノーボードの女子スロープスタイルでは、前日に開催予定であった予選が強風により中止になったことで、決勝の一発勝負で決める状況になった（その上、決勝も本来は3回の試技ができることになっていたが、「雪煙が舞うほどの強風」の影響で競技開始が1時間以上も遅れた上に、試技も2回に縮小された。また、予選に向けての練習で転倒し大けがを負って棄権を余儀なくされた選手もいた）。決勝では、出場した25選手の全員が、2回の試技のいずれか1本以上で転倒してしまう過酷な状況になった。このことについて、出場した選手からは、「正直、この風でやるのはかなり無理があるというコンディションがあります。」（藤森由香）、「たくさん練習してきたんですけど、その練習が全く意味のないような気がして辛かったです。」（鬼塚雅）、「フェアな競技だったとは思わないわ。強行した主催者には少し失望しているの。私の考えでは、女子スノーボードにとって良いショーではなかったと思うわ。」（アンナ・ガッサー）などとして、不満や違和感を訴える選手が続出することとなってしまった。
アルペンスキー競技についても、大会第3日に予定されていた男子滑降や大会第4日に予定されていた女子大回転が、強風などを理由に相次いで開催日程の延期を余儀なくされた。
競技日程の延期や、悪天候下での競技の開催が相次いだ背景として開催地である平昌（及びその周辺地域）が、標高800メートル超の山岳地帯で周囲の山々には風力発電用の巨大な風車が回るような風の強い地域であることが挙げられている。また、ジャンプ台は「台自体がアルペンシア・リゾートを見渡す展望台を兼ねている」ため、小高い山の頂上にタワーを建てて、助走路を設けた構造であったことから、「こんなところに、よくつくったな」と懸念の声があったという。
これに加えて、アメリカやヨーロッパの巨額（といわれる）放映権料の影響が見え隠れする変則的な開催時間も悪天候下での競技の開催（の強行）に影響したといわれる。実際、スキーのジャンプ競技がヨーロッパの日中時間帯となる夜の開催となり、フィギュアスケート競技はアメリカ時間の夕方から夜にあたる午前の開催（一例として、男子フリーの競技開始時間は午前10時）になった。。そのため、日本のフィギュアスケートの選手は、競技開始時間が午前になる「朝型対策」として「体内時計を数時間ほど前倒し」しながら午前4時を目安に朝食をとる生活になったという。このようなことから今回の平昌オリンピックの運営などについて、「『アスリート・ファースト』なのか疑問を感じざるを得ない」「選手ファーストは無視されていた」「より選手を、観客を追い込むことになる」「4年間必死に重ねた努力の集大成が気まぐれな風に左右され過ぎる」「五輪の真の目的を忘れないでほしい。だが、今の五輪は札束を生み出し、運営者に富をもたらすために存在している」などという批判の声が少なからず起こる結果となった。

### チケットの空席の問題
今大会は、チケットの空席が目立つ大会になってしまった。2月9日に開催された開会式からさっそく、「本来ならプレミアチケットになるはず。こんなにガラガラなのは見たことがない」と、ある海外メディアに指摘されたのをはじめ、フィギュアスケート（男子フリー、女子ショートプログラムなど）でも空席が目立ってしまう結果となった。完売になったのは、スピードスケートやショートトラック（いずれも、韓国国内で人気の高いスポーツといわれる）くらいであったという。
空席が目立つ結果となった理由として、「（韓国のカレンダーでは）旧正月の連休」（2月15日から2月18日の4日間が該当）になったこと、高額なチケット代金、オリンピック本番の各競技会場の入場ゲート付近で、Wi-Fiなどの接続環境が不安定である（あるいは、整備されていない。なお、販売チケットの一つとして「モバイルチケット」があるが、これは入場時にWi-Fiなどのネット接続環境が必要であるという）、などのことが挙げられている。また、「海外から来るファンにとって、最悪の観戦環境」であったという報道もあった。

### 大会の収支
平昌の大会収支は当初赤字が懸念されたため、施設のスリム化などの経費削減策や関係者用の席を一般販売に回すなどの収入増加策で改善を計った。大会での地元韓国選手の活躍もあり五輪の入場券が国内で86万6284枚(80.3％)、海外で21万2278枚(19.7％)、合計107万8562枚の販売実績を示した。これは平昌五輪組織委員会が目標としていた106万8630枚より約1万枚多い数字であり、販売収益は1573億ウォンにのぼった。その結果、平昌五輪組織委員会は2018年10月8日アルゼンチンのブエノスアイレスで開催された第133回国際オリンピック委員会（ＩＯＣ）総会で少なくとも5500万ドル(619億ウォン)の黒字を達成したと報告した。

### 食中毒の問題
オリンピック開催直前の2018年2月3日、自国の民間警備会社のスタッフ宿舎でノロウイルスが原因とみられる食中毒が発生している。関係者約1200人に隔離処置がとられ、5日に業務代行の軍人が約900人投入された。。
その後、李熙範（イ・ヒボム）組織委員会会長がこの件について謝罪した。また、上記の措置をはじめ様々な対策を講じていることを説明した。

### ボランティアの待遇をめぐる問題
ボランティア運営スタッフに対する待遇の不満などで、開催1週間前の2月3日までに約2400人が辞めている。お湯が出ない宿泊施設や極寒の野外で1時間待たされるような移動バスの劣悪さなどの不備が挙げられている。また2月3日の開会式リハーサルでは、式典進行の業務スタッフ249名中109名が待遇不満を理由にボイコットしている。

### オリンピック報道に関連した問題
ロイター通信が聖火点火リハーサルの写真を（主要部分は報道しない契約をしていたにもかかわらず）配信したとして、IOCはロイター通信の開会式の取材を認めないことを決定した。

### サイバー攻撃
オリンピック開催前後に6億回のサイバー攻撃があり、組織委員会内部のインターネットやWi-Fiのシステムがダウンするなどの影響が発生した。これらについて、調査が進められていたが、アメリカ合衆国司法省とイギリス政府は2020年10月にロシア連邦軍参謀本部情報総局によるものであると発表した。

## エキシビション
国際バレーボール連盟と欧州バレーボール連盟は、「スノーバレーボールナイト」と銘打ったエキシビションマッチを行う事を決めた。スノーバレーボールは雪上のビーチバレーで、同エキシビションにはキム・ヨンギョンやウラジミール・グルビッチ、ジバなどバレーボールやビーチバレー選手が出場する。